# Мегадения
Мегаде́ния (лат. Megadénia; от др.-греч. μέγας, megas — большой и ἀδήν, aden — железа) — род травянистых растений семейства Капустные (Brassicaceae).

## Ботаническое описание
Однолетние или многолетние травянистые растения. Стебель высотой до 2—3 см, без опушения, с ползучим корневищем. Листовые пластинки округлой или округло-почковидной формы, редко- или мелкогородчатые, 2—3 см длиной и такой же ширины.
Цветки 2—3 мм в диаметре, с белыми лепестками, с 4 крупными продолговатыми желёзками. Плод — двусемянной стручок, семена длиной 1—1,2 мм, овальной формы, бурые, блестящие.

## Виды и распространение
Род включает 3 вида:
- Megadenia bardunovii Popov (1954) — Мегадения Бардунова (Россия: Республика Бурятия)[3]
- Megadenia pygmaea Maxim. (1889) typus[1] — Мегадения маленькая, или Мегадения мелкая (Китай: провинции Ганьсу, Сычуань, Цинхай и Тибетский автономный район)
- Megadenia speluncarum Vorob., Vorosch. & Gorovoj (1976) — Мегадения пещерная, или Мегадения пещер (Россия: Приморский край)[4]